# Lokeren
Lokeren là một đô thị tọa lạc ở tỉnh Oost-Vlaanderen, Bỉ. Đô thị này bao gồm thành phố Lokeren và các thị xã Daknam và Eksaarde. Đô thị này tọa lạc bên dòng Durme, một chi lưu của sông Scheldt. Đây là thành phố quan trọng thứ nhì của Waasland, sau Sint-Niklaas.

## Dân địa phương nổi tiếng
- Frans Rens, nhà văn (1805-1874)
- Aimé Anthuenis, cầu thủ và huấn luyện viên bóng đá (sinh năm 1943)
- Gabriel of Comane, tổng Giám mục của Tây Âu và của Ecumenical Patriarchate thuộc Giáo hội Công giáo phía Đông (sinh năm 1946)
- François Van Der Elst, cầu thủ bóng đá (sinh năm 1954)
- Jelle Van Damme, cầu thủ bóng đá (sinh năm 1983)

## Thành phố kết nghĩa

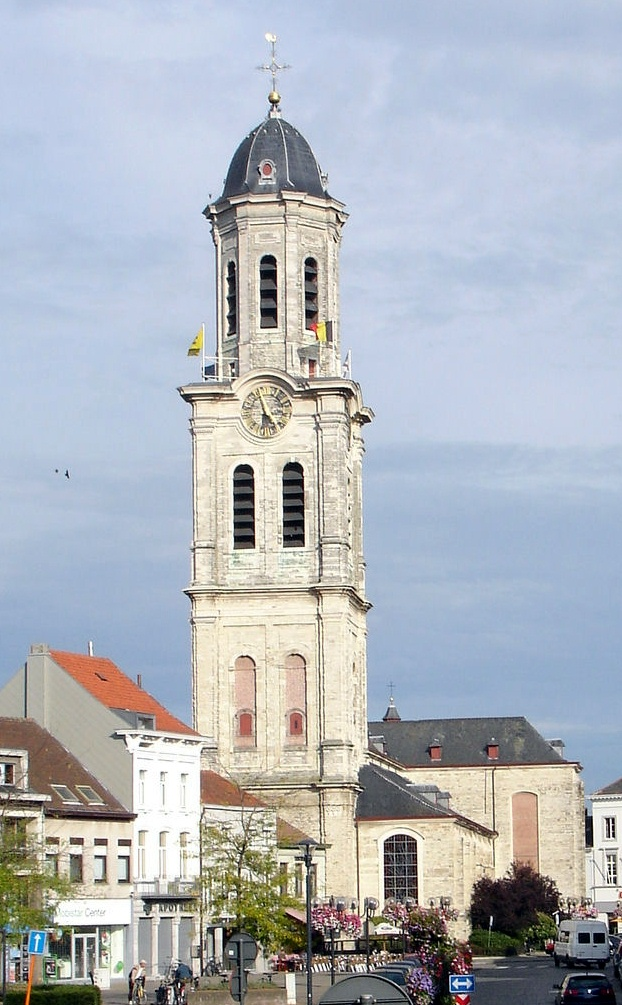
Giáo đường Saint Laurence

- Ropczyce ở Ba Lan